# Beldiu, Alba
Beldiu (în maghiară Marosbeld [Beld], în germană Beldendorf) este un sat ce aparține orașului Teiuș din județul Alba, Transilvania, România.
Pe Harta Iosefină a Transilvaniei din 1769-1773 (Sectio 154) apare sub numele de Beld.

## Personalități
- Mihai Virgil Marian (1893 - 1963), deputat în Marea Adunare Națională de la Alba Iulia 1918, avocat

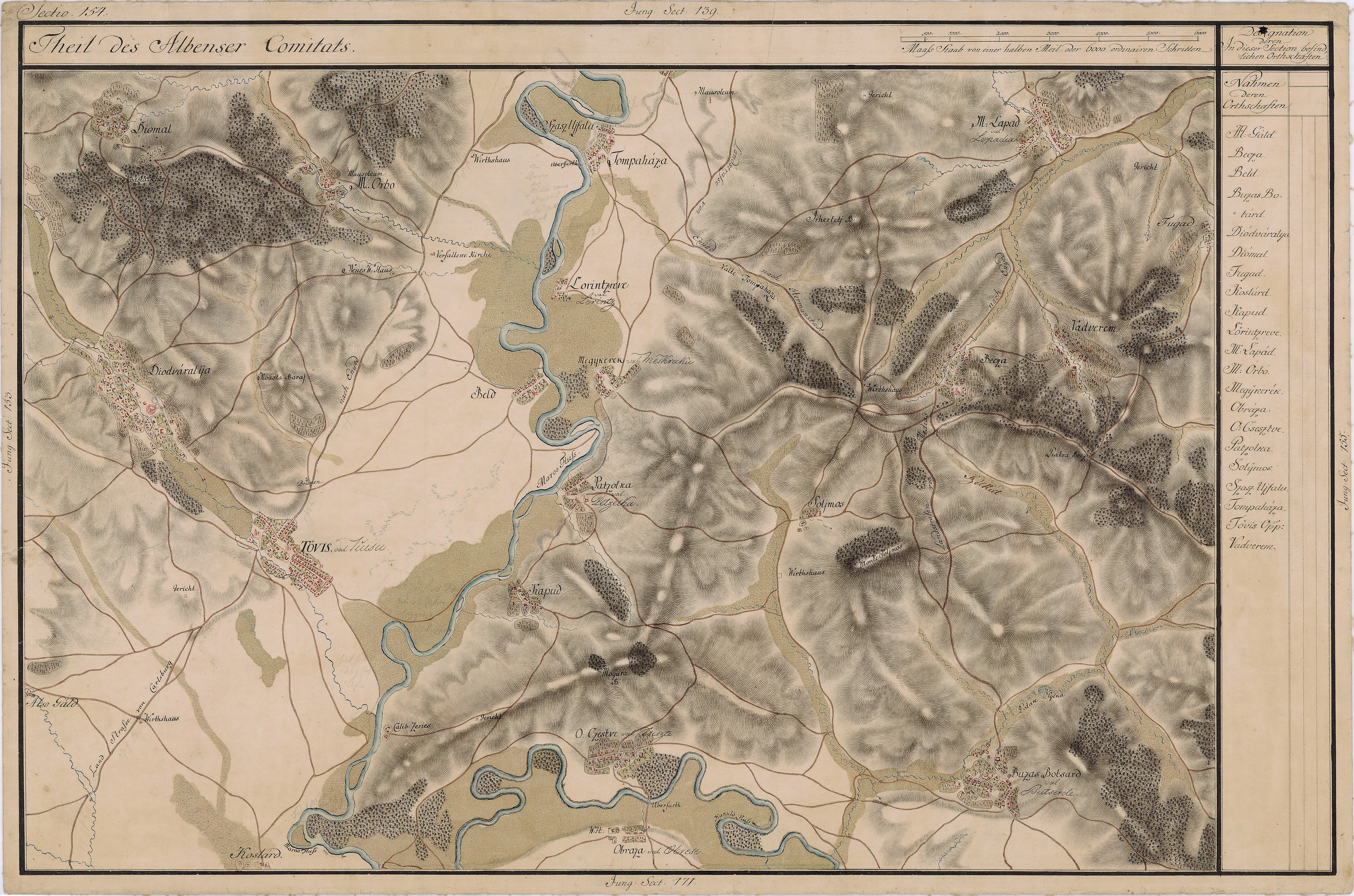
Beldiu (Beld) pe Harta Iosefină a Transilvaniei, 1769-73

 Acest articol despre o localitate din județul Alba este deocamdată un ciot. Puteți ajuta Wikipedia prin completarea lui.